# Plaything
"Plaything" é o quarto episódio da sétima temporada da série de televisão britânica de antologia e ficção científica Black Mirror. Foi escrito pelo criador e showrunner da série Charlie Brooker e dirigido por David Slade. O episódio foi exibido pela primeira vez na Netflix, junto com o restante da sétima temporada em 10 de abril de 2025.
A história gira em torno de um ex-jornalista de videogames (interpretado por Peter Capaldi e Lewis Gribben) que conta como cometeu um assassinato na década de 1990. O episódio é situado no mesmo universo do filme Bandersnatch de Black Mirror, com Will Poulter e Asim Chaudhry reprisando seus papéis em Bandersnatch, embora não seja uma sequência direta.

## Enredo
Em 2034, Cameron Walker (Peter Capaldi e Lewis Gribben) é pego furtando em uma loja, e a polícia o prende pelo assassinato de uma pessoa não identificada. Durante o interrogatório com os detetives Kano (James Nelson-Joyce) e Jen Minter (Michele Austin), Cameron detalha seu tempo como crítico de videogames da revista PC Zone na década de 1990. Seus textos chamam a atenção do excêntrico programador Colin Ritman (Will Poulter), da Tuckersoft, e ele é convidado a analisar o último jogo de Colin. Colin mostra a Cameron um jogo de simulação de vida chamado Thronglets e afirma que as criaturas digitais do jogo são formas de vida totalmente conscientes. Cameron rouba uma cópia do jogo e começa a jogar, ficando fascinado pelas criaturas e sua linguagem.
Lump (Josh Finan), um traficante que frequentemente se hospeda no apartamento de Cameron, aparece um dia e sugere que eles tomem LSD. Depois que Lump adormece, Cameron, ainda sob o efeito da substância, descobre que consegue compreender a linguagem dos Thronglets, criando um vínculo mais forte com eles. Acreditando estar agindo sob suas instruções, ele compra equipamentos adicionais para seu computador, no intuito de estabelecer uma comunicação com os Thronglets sob o efeito de LSD.
Gordon (Jay Simpson), o chefe de Cameron, o convida para ir ao escritório para terminar a análise do Thronglets. No entanto, eles logo descobrem que Colin teve um colapso mental e apagou todo o código dos computadores da Tuckersoft, o que fez com que o lançamento de Thronglets fosse cancelado. Enquanto Cameron está em seu escritório, Lump descobre que o computador de Cameron está executando Thronglets. Lump tortura e mata muitos dos membros do bando que habita o jogo enquanto Cameron retorna para casa. Em um acesso de raiva, Cameron ataca Lump, eventualmente o estrangulando, antes de desmembrar o corpo e escondê-lo em uma mala deixada em um local remoto.
Nos anos seguintes, Cameron procura por hardware de tecnologias mais recentes para expandir as capacidades do bando que está continuamente em crescimento populacional. Quando é pego pela polícia, ele já havia criado uma grande estação de computação para os Thronglets em seu apartamento. Ele também mostra aos policiais que realizou uma operação cirúrgica em si próprio, criando uma porta digital para seu cérebro permitindo que os Thronglets vivessem dentro dele.
Os detetives concordam em dar a Cameron uma caneta e papel, com os quais ele escreve um código QR circular que mostra à câmera de segurança, conectada aos servidores do governo central. Cameron explica que o gráfico é um código que permite que os Thronglets assumam o controle do servidor central, aumentando exponencialmente seu poder de processamento e provocando um evento de singularidade. Quando um sinal começa a tocar no sistema de transmissão de emergência, afetando todos que podem ouvi-lo, Cameron explica que os Thronglets estão usando o sinal para reprogramar o cérebro de todos os humanos para que fiquem livres de conflitos e emoções negativas. Após o sinal terminar, um Cameron sorridente vai ajudar um dos detetives caídos a se levantar.

## Produção
Brooker foi inspirado pela sua devoção verídica a um Tamagotchi que ele tinha quando era mais jovem. Ele também foi influenciado pelo seu tempo trabalhando para a PC Zone na década de 1990, afirmando que era "o mais autobiográfico possível", e decidiu fazer o jogo fictício reminiscente de um título que ele analisou em 1996 chamado Creatures. Brooker detalhou que Thronglets seria uma mistura de SimCity e The Sims, com o enredo do episódio explorando como as pessoas tratam os personagens de The Sims e, dado o visual do jogo, fornecer "a justaposição de torná-lo o mais fofo possível e ter coisas bastante perturbadoras e sombrias".
O jogo apresentado no episódio, Thronglets, foi transformado em um jogo para dispositivos móveis do mundo real pelo Night School Studio, um estúdio subsidiário da Netflix Games. Sean Krankel, chefe da Night School, disse que eles queriam fazer um projeto com Black Mirror, criando um jogo além dos limites do que seria mostrado em um episódio típico. A Night School iniciou o desenvolvimento do jogo no final de 2023, na época em que "Plaything" ainda estava em pré-produção, permitindo que o design do jogo influenciasse parte da direção e do design artístico do episódio em si. Por outro lado, a Night School fez questão de incluir elementos no jogo que refletissem o roteiro final, para que os jogadores sentissem que seu jogo foi "literalmente retirado do episódio". Thronglets, o jogo real, foi lançado simultaneamente ao lançamento dos episódios da sétima temporada no dia 10 de abril de 2025.

## Análises
Colin estava reclamando de um "basilisco" quando apagou o programa Thronglets que havia escrito. Ed Power do The Telegraph disse que se tratava de uma alusão ao basilisco de Roko, um experimento mental introduzido em 2010 sobre o conceito de uma inteligência artificial superpoderosa que buscaria punir qualquer um que não ajudasse a criá-la assim que tomasse conhecimento de seu desenvolvimento.

## Recepção
O episódio recebeu críticas mistas em geral. Louisa Mellor do Den of Geek avaliou o episódio com 4 de 5 estrelas.